# HD140232
HD140232 — хімічно пекулярна зоря спектрального класу
A2 й має  видиму зоряну величину в смузі V приблизно  5,8.
Вона  розташована на відстані близько 173,7 світлових років від Сонця.

## Фізичні характеристики
Зоря HD140232 обертається 
досить швидко 
навколо своєї осі. Проєкція її екваторіальної швидкості на промінь зору становить  Vsin(i)= 78км/сек.